# Vale de Cambra
Vale de Cambra és un municipi portuguès, situat al districte d'Aveiro, a la regió del Nord i a la subregió d'Entre Douro e Vouga. L'any 2006 tenia 21.706 habitants. Es divideix en nou freguesies. Limita al nord amb Arouca, a l'est amb São Pedro do Sul, al sud-est amb Oliveira de Frades, al sud amb Sever do Vouga i a l'oest amb Oliveira de Azeméis.
| Població del concelho de Vale de Cambra (1801 – 2004) | Població del concelho de Vale de Cambra (1801 – 2004) | Població del concelho de Vale de Cambra (1801 – 2004) | Població del concelho de Vale de Cambra (1801 – 2004) | Població del concelho de Vale de Cambra (1801 – 2004) | Població del concelho de Vale de Cambra (1801 – 2004) | Població del concelho de Vale de Cambra (1801 – 2004) | Població del concelho de Vale de Cambra (1801 – 2004) | Població del concelho de Vale de Cambra (1801 – 2004) |
| ----------------------------------------------------- | ----------------------------------------------------- | ----------------------------------------------------- | ----------------------------------------------------- | ----------------------------------------------------- | ----------------------------------------------------- | ----------------------------------------------------- | ----------------------------------------------------- | ----------------------------------------------------- |
| 1801                                                  | 1849                                                  | 1900                                                  | 1930                                                  | 1960                                                  | 1981                                                  | 1991                                                  | 2001                                                  | 2004                                                  |
| 9489                                                  | 10166                                                 | 12264                                                 | 15745                                                 | 20404                                                 | 24224                                                 | 24537                                                 | 24805                                                 | 24761                                                 |

## Freguesies
- Arões
- Cepelos
- Codal
- Junqueira
- Macieira de Cambra
- Roge
- São Pedro de Castelões
- Vila Chã
- Vila Cova de Perrinho